# Adolf Fényes
Dans le nom hongrois Fényes Adolf, le nom de famille précède le prénom, mais cet article utilise l’ordre habituel en français Adolf Fényes, où le prénom précède le nom.
Adolf Fényes est un peintre hongrois né à Kecskemét, le 29 avril 1867 et mort à Budapest le 15 mars 1945.

## Élèves
- Albert Bertalan.

## Quelques œuvres

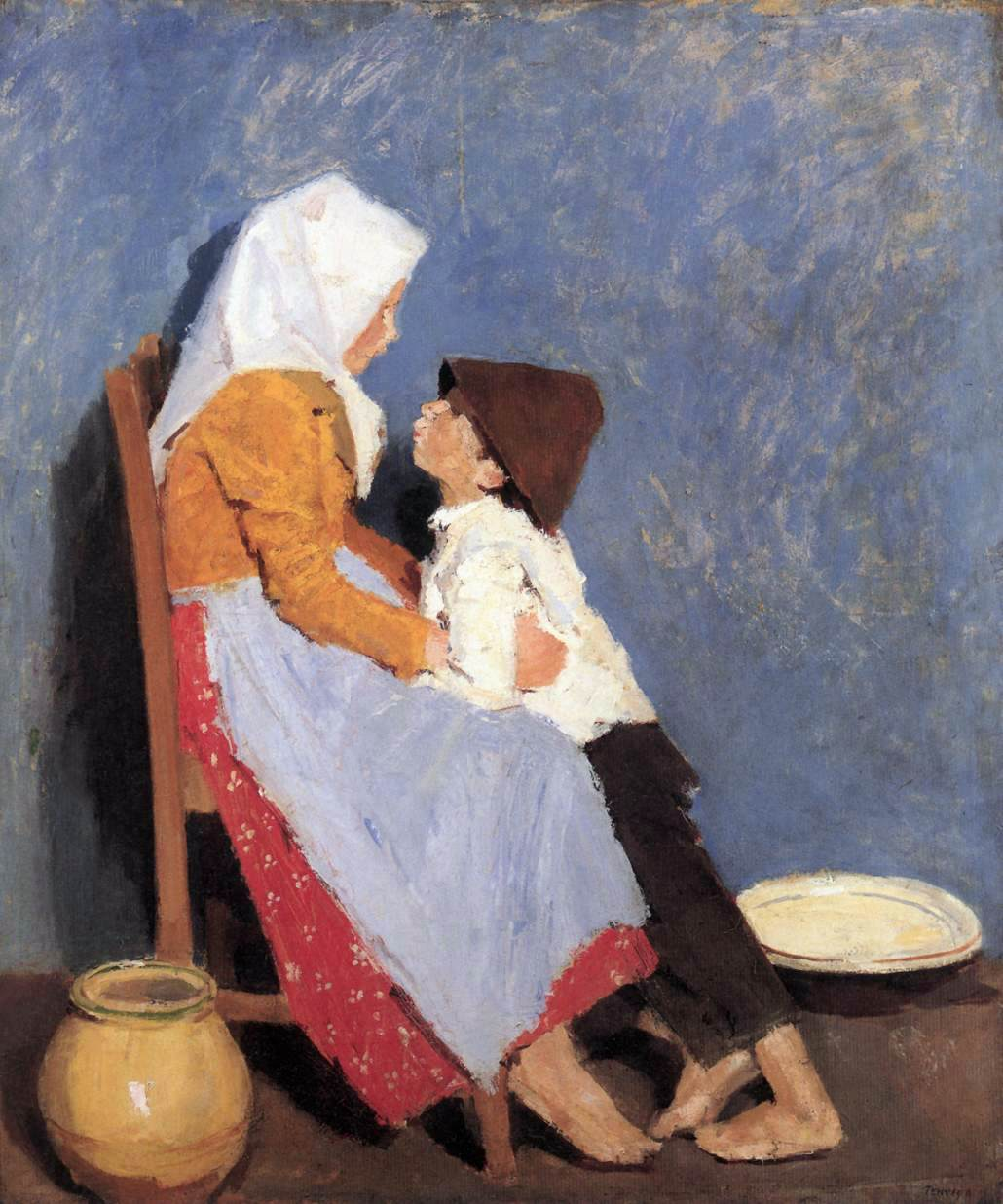
Frère et sœur (1906)
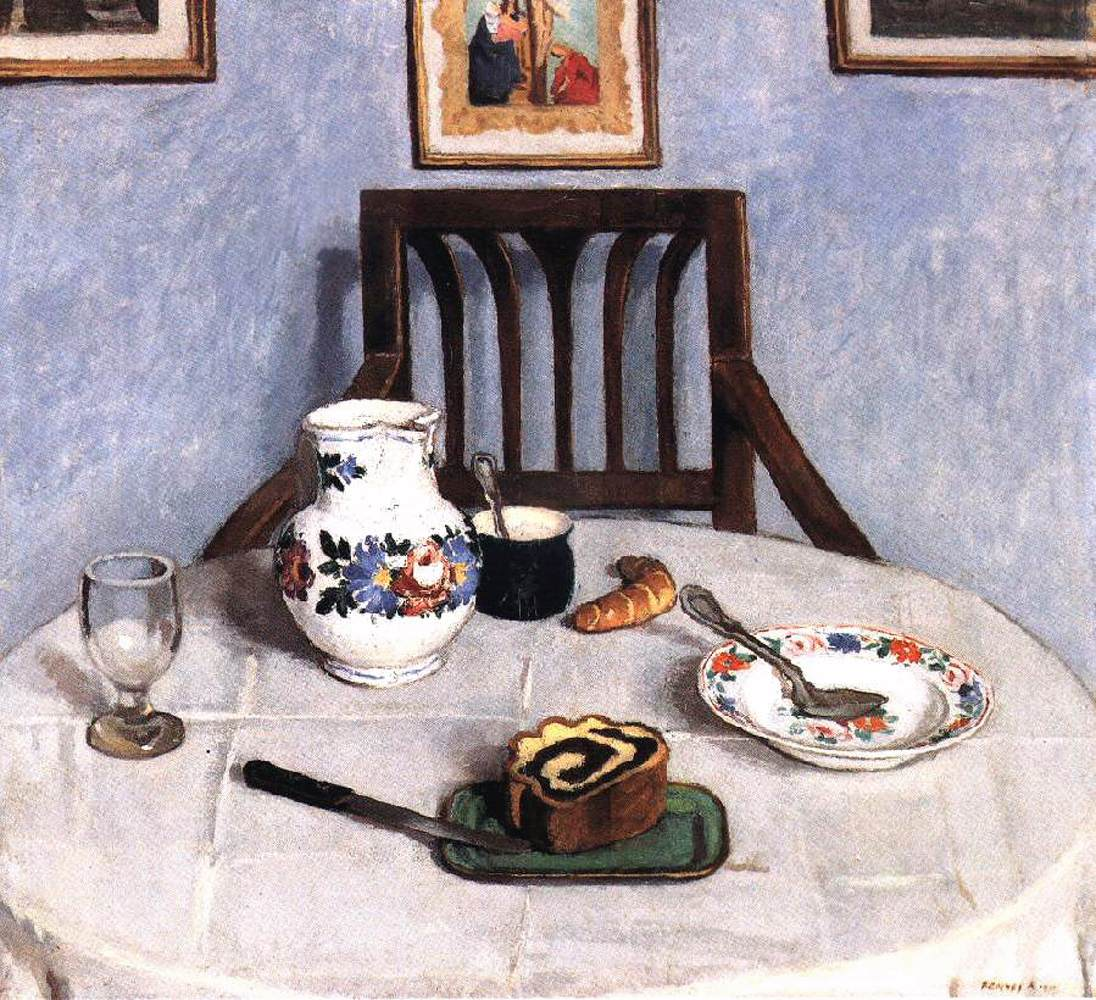
Graine de pavot dans un gâteau (1910)
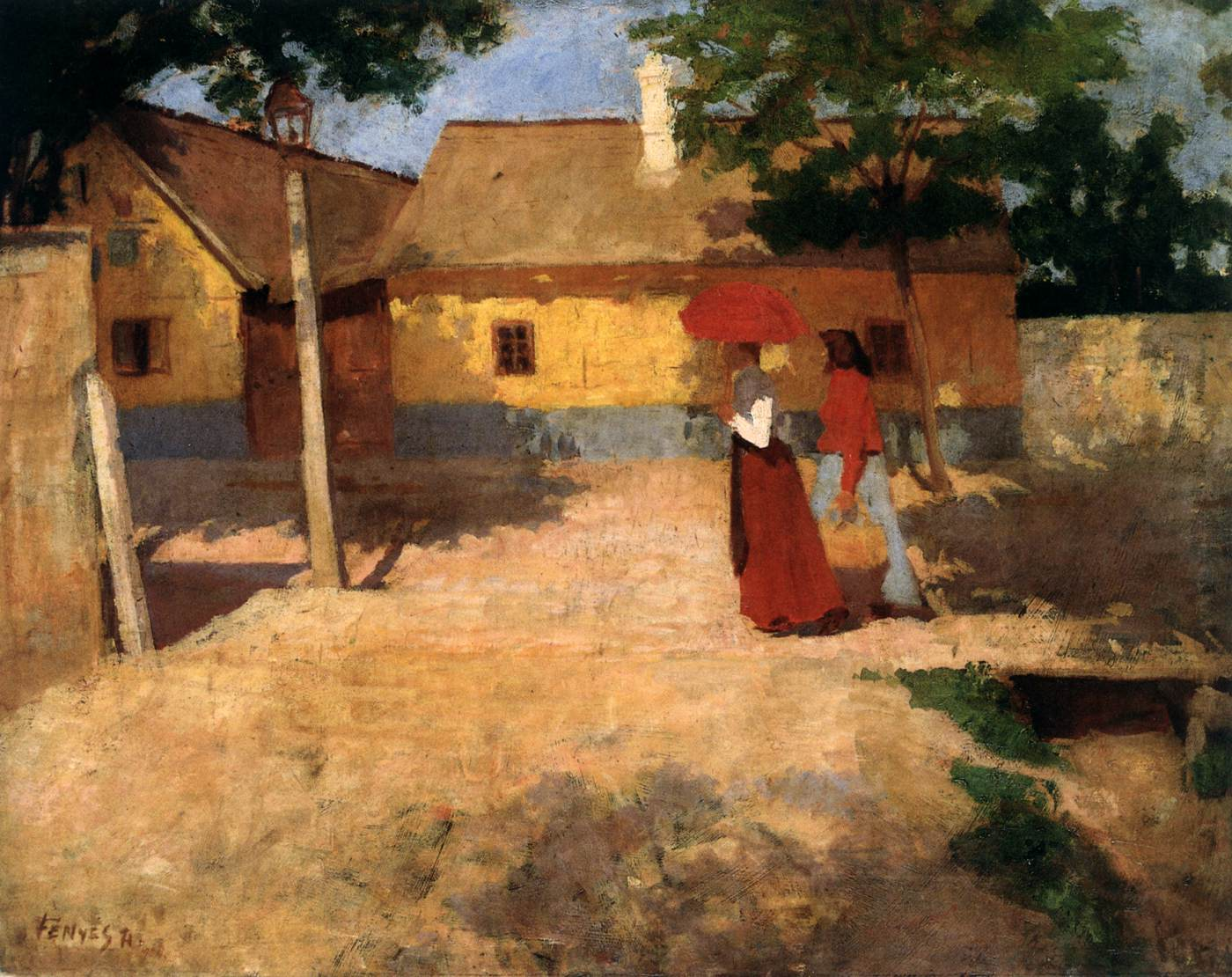
Matinée dans une ville provinciale (1904)
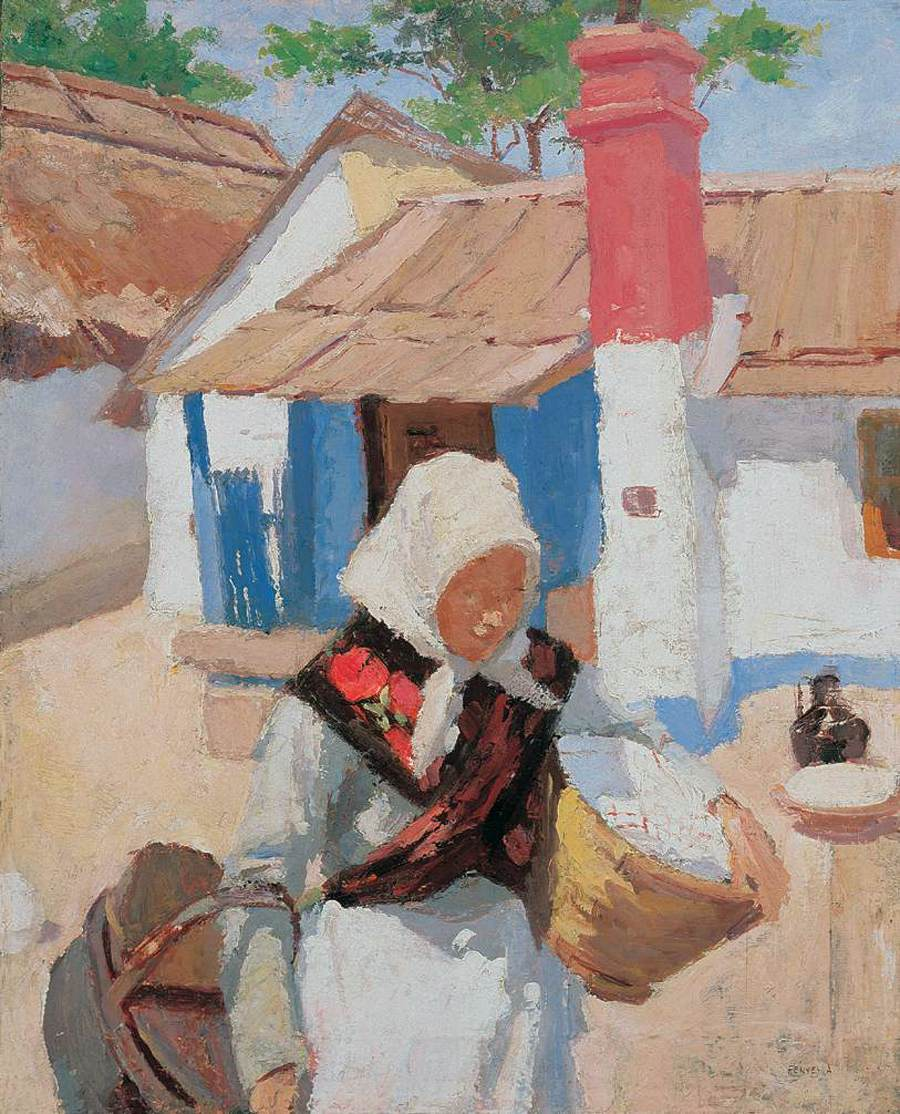
Jeune paysanne portant un panier (1904)
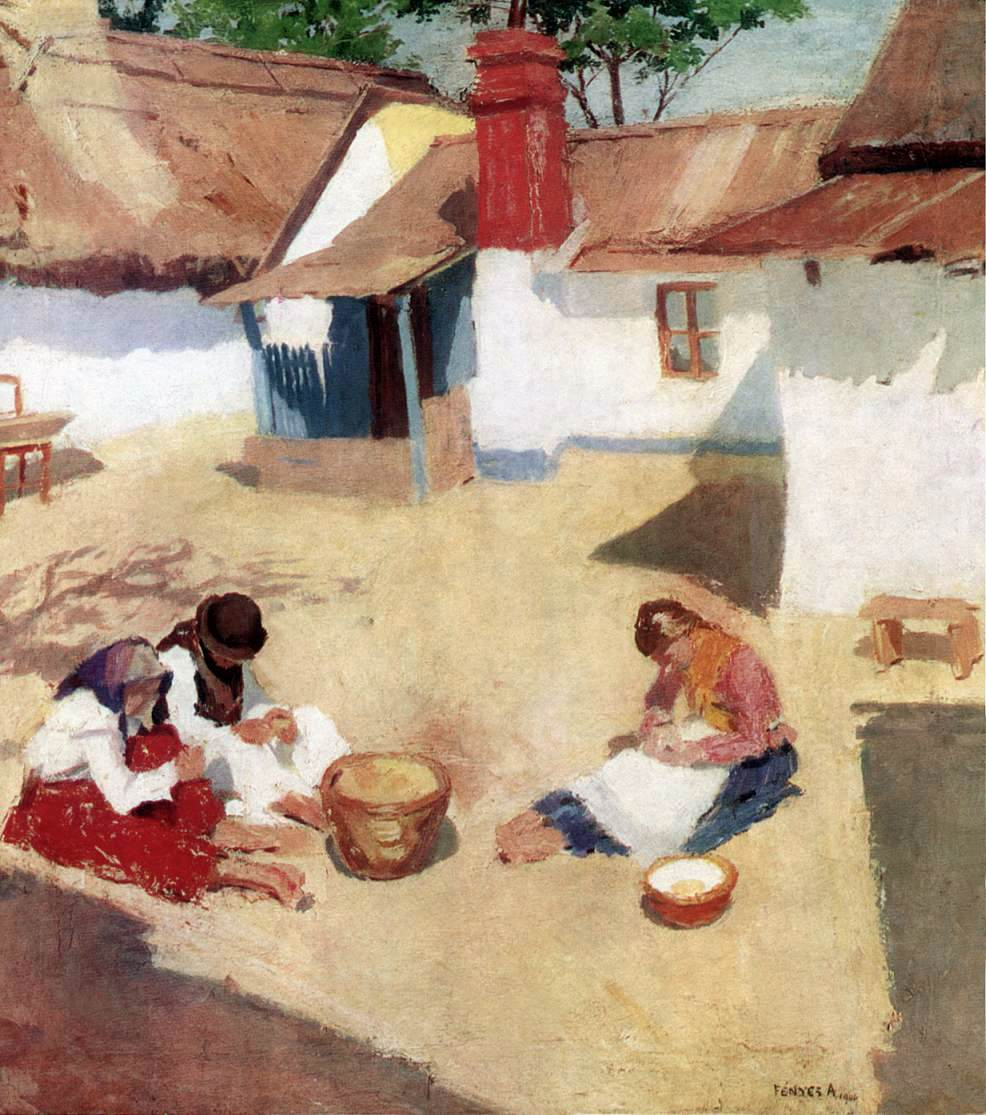
Écosseur de fèves (1904)
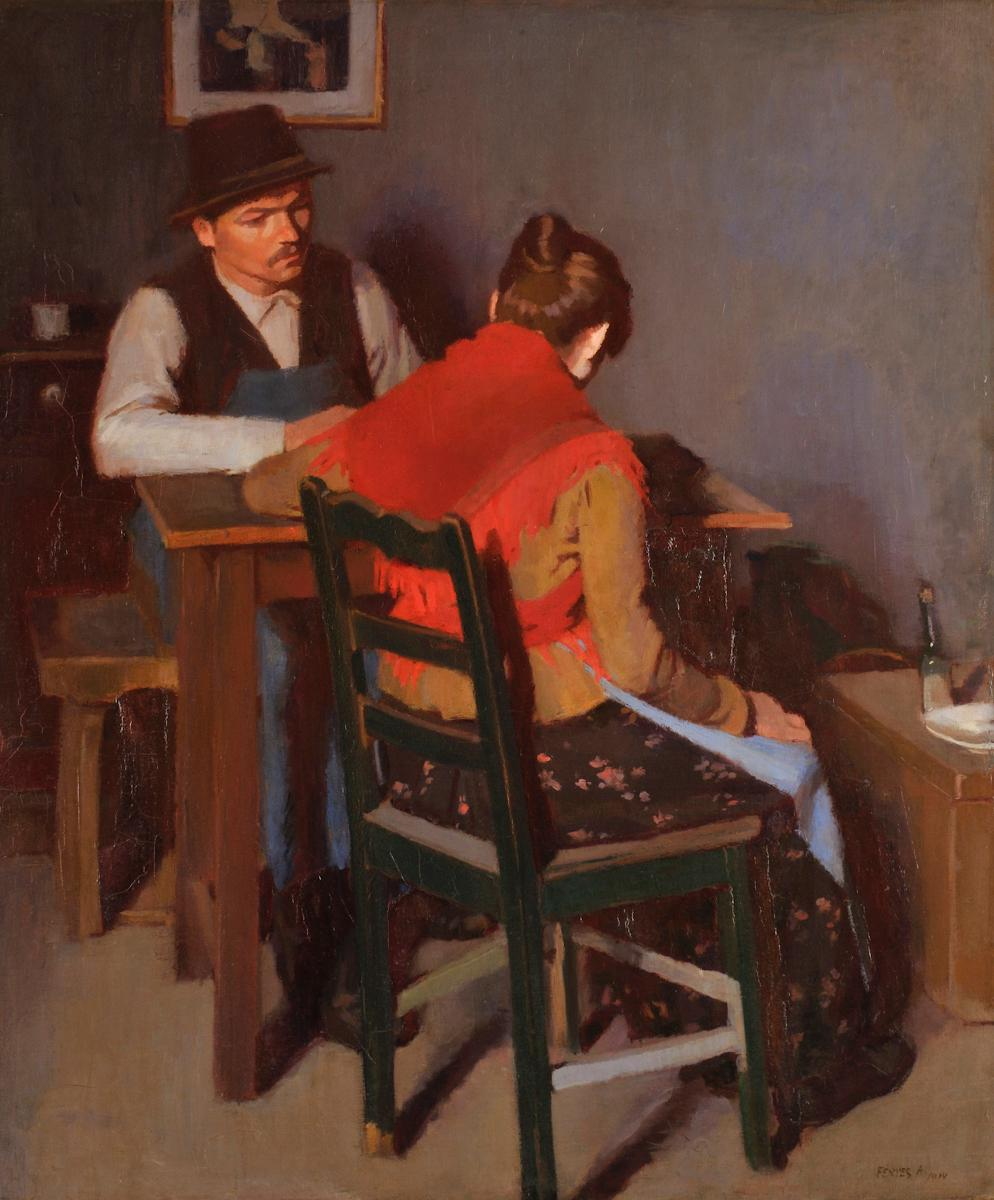
Un homme et une femme (1904)